# ミネソタの卵売り
「ミネソタの卵売り」（ミネソタのたまごうり）は、暁テル子の楽曲。作詞：佐伯孝夫、作曲・編曲：利根一郎、伴奏：日本ビクター管絃楽団。1951年2月発売。

## 背景
暁テル子は前年の1950年に「リオのポポ売り」と「チロルのミルク売り」を発売し、本楽曲は「○○の××売り」三部作の最後の曲であった。
1951年に発売された日本の楽曲では、津村謙の「上海帰りのリル」に次ぐ年間2位の売上を記録したとされる。
「ミネソタの卵売り」は利根一郎が東京・練馬区の知人を訪ねた際に聞いた、鶏の鳴き声にヒントを得て曲をつくった。
暁の夫がGHQのマーカット少将の下で腕をふるった日系アメリカ人の原田恒男（キャピー原田）だったことから場所をアメリカにしたものの、鳴き声は練馬の鶏を尊重して日本流にした。
なお養鶏の最も盛んな地域を原田に聞いてミネソタとしたが、これは州の名前であり、町で自家製の鶏卵を売る歌詞のイメージとは異なる。また特に養鶏の盛んな土地ではない（ミネソタ州#主要産業/製品）。

## CM
- ハウスシャンメン「たまごめん」歌：前川陽子（1970年代）[1]
- イシイの「タマゴにべんり」歌：藤本房子（1980年代）[1]

以上のCMソングは本楽曲の替え歌であり、これらのCMを通して本楽曲を知った人も多い。また本楽曲の存在に気付かず、CMのために作られた楽曲だと誤認した者もいる。

## エピソード
横山やすし・西川きよしが漫才「男の中の男」でネタに使用した。
笑点で林家木久扇が持ちネタにしたこともあった。
言語学者の金田一秀穂は、学会でミネソタ州出身の人と出会った時に本楽曲を話題に挙げてコミュニケーションをとる。